# Китайски малък воден бик
Китайски малък воден бик (Ixobrychus sinensis) е вид птица от семейство Чаплови (Ardeidae).

## Разпространение
Видът е разпространен в Бангладеш, Бруней, Виетнам, Гуам, Индия, Индонезия, Източен Тимор, Камбоджа, Китай, Лаос, Малайзия, Малдивите, Микронезия, Мианмар, Непал, Оман, Пакистан, Палау, Папуа Нова Гвинея, Русия, Северна Корея, Северни Мариански острови, Сейшелите, Сингапур, Соломоновите острови, Тайланд, Филипините, Шри Ланка, Южна Корея и Япония.